# Escut de la Segona República Espanyola
L'Escut de la Segona República Espanyola, es va establir el 1931 pel Decret del Govern Provisional de la Segona República de 27 d'abril, que l'especificava de la següent manera:
| « | "... el que figura al revers de les monedes de cinc pessetes encunyades pel Govern Provisional al 1869 i 1870 ." | » |

## Descripció de l'escut numismàtic de 1869

Escut de 1869 amb corona cívica, segons la recomanació de la Reial Acadèmia de la Història al govern provisional.

L'escut està format per les armes de Castella, Lleó, Corona d'Aragó, Navarra i Granada, situat aquest últim a la punta. L'escut apareix flanquejat per les columnes d'Hèrcules, sense corones, i basades en terra i amb un únic llistó o cinta entrellaçant i en el qual figura escrita la llegenda "Plus Ultra".

## Història

Escut del Govern Provisional i de la Primera República.

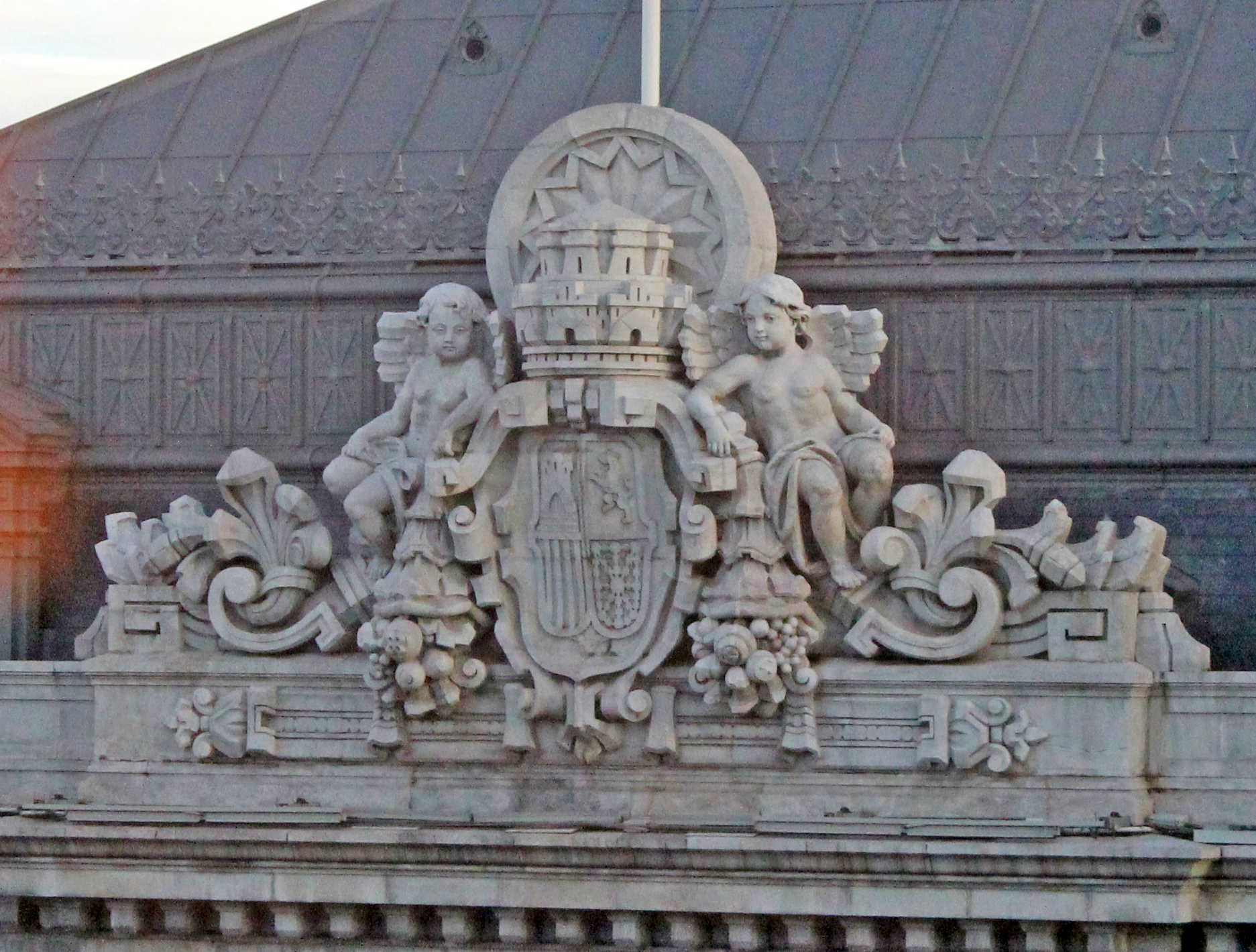
Escut de la Segona República al Banc d'Espanya (Madrid).

Escut actual amb les insígnies monàrquiques.

Després de la revolució de 1868, amb la qual es derroca a Isabel II, el Govern Provisional es proposa la creació d'un escut nacional, en substitució de les armes pròpies de la casa regnant, que resultaven una composició heràldica complexa i, al mateix temps, prestada a equívoc per l'associació dels emblemes de llinatge amb els territorials. La Reial Acadèmia de la Història va ser l'encarregada de l'elaboració i fonament de les noves armes que apareixeran en el revers de les primeres pessetes, encunyades pel Govern Provisional el 1869 i 1870.
Amb l'arribada d'Amadeu I, el 1871, el quarterat que s'havia aprovat amb les armes de Castella, de Lleó, de la Corona d'Aragó i de Navarra, juntament amb l'entat de Granada, es va mantenir mentre es van afegir elements com l'escussó amb les armes de la família reial, els Savoia, i substituint la coronal mural per una reial tancada.
Després de la proclamació de la Primera República, s'ordena eliminar tots els atributs que l'opinió pública associa a la monarquia, especialment, les corones, recuperades novament amb la restauració d'Alfons XII, el 1875, que introdueix l'escussó de la Casa de Borbó.
Després de la proclamació de la Segona República, i per mitjà del Decret del Govern Provisional de la República de 27 d'abril de 1931, es resol adoptar com a escut Nacional d'Espanya el que figurava en les monedes encunyades pel govern provisional, sense donar més detalls o blasó. Així, segons el disseny, varien elements com l'ús de la corona mural cenyida al lleó o en general, la seva simple desaparició.
El 1938, en plena Guerra Civil, el bàndol franquista va adoptar unes noves armeries a instàncies dels ideòlegs falangistes, inspirades en l'heràldica pròpia dels Reis Catòlics, sent des de 1939 les oficials de l'Estat. El seu disseny va ser difós en diferents versions simplificades en què es mantenia el quarterat de 1868. El blasó oficial va ser modificat amb lleugeres variacions en el Reglament de Banderes de 1945 i en el de 1978, en plena transició democràtica. La Constitució de 1978 no contempla cap menció a l'Escut Nacional i el seu primer exemplar, conservat al Parlament, està decorat amb l'heràldica creada durant la dictadura militar. És la Llei de 1981 per la qual s'adopta l'Escut Nacional d'Espanya, que manté el quarterat ja adoptat el 1868.